# Kenbridge
Kenbridge és una població dels Estats Units a l'estat de Virgínia. Segons el cens del 2000 tenia 1.253 habitants.

## Demografia
Segons el cens del 2000, Kenbridge tenia 1.253 habitants, 529 habitatges, i 320 famílies. La densitat de població era de 237,1 habitants per km².
Dels 529 habitatges en un 20,8% hi vivien nens de menys de 18 anys, en un 38,9% hi vivien parelles casades, en un 15,9% dones solteres, i en un 39,5% no eren unitats familiars. En el 35,7% dels habitatges hi vivien persones soles el 19,1% de les quals corresponia a persones de 65 anys o més que vivien soles. El nombre mitjà de persones vivint en cada habitatge era de 2,24 i el nombre mitjà de persones que vivien en cada família era de 2,83.
Per edats la població es repartia de la següent manera: un 21,9% tenia menys de 18 anys, un 9,8% entre 18 i 24, un 23% entre 25 i 44, un 25,9% de 45 a 60 i un 19,4% 65 anys o més.
L'edat mediana era de 41 anys. Per cada 100 dones de 18 o més anys hi havia 99 homes.
La renda mediana per habitatge era de 26.818 $ i la renda mediana per família de 38.929 $. Els homes tenien una renda mediana de 22.083 $ mentre que les dones 18.456 $. La renda per capita de la població era de 15.386 $. Entorn de l'11,4% de les famílies i el 18,8% de la població estaven per davall del llindar de pobresa.

## Poblacions més properes
El següent diagrama mostra les poblacions més properes.